# Zapteryx
Zapteryx là một chi cá đuối trong họ Rhinobatidae.

## Các loài
- Zapteryx brevirostris J. P. Müller & Henle, 1841
- Zapteryx exasperata D. S. Jordan & C. H. Gilbert, 1880
- Zapteryx xyster D. S. Jordan & Evermann, 1896